# Gymnázium Teplice

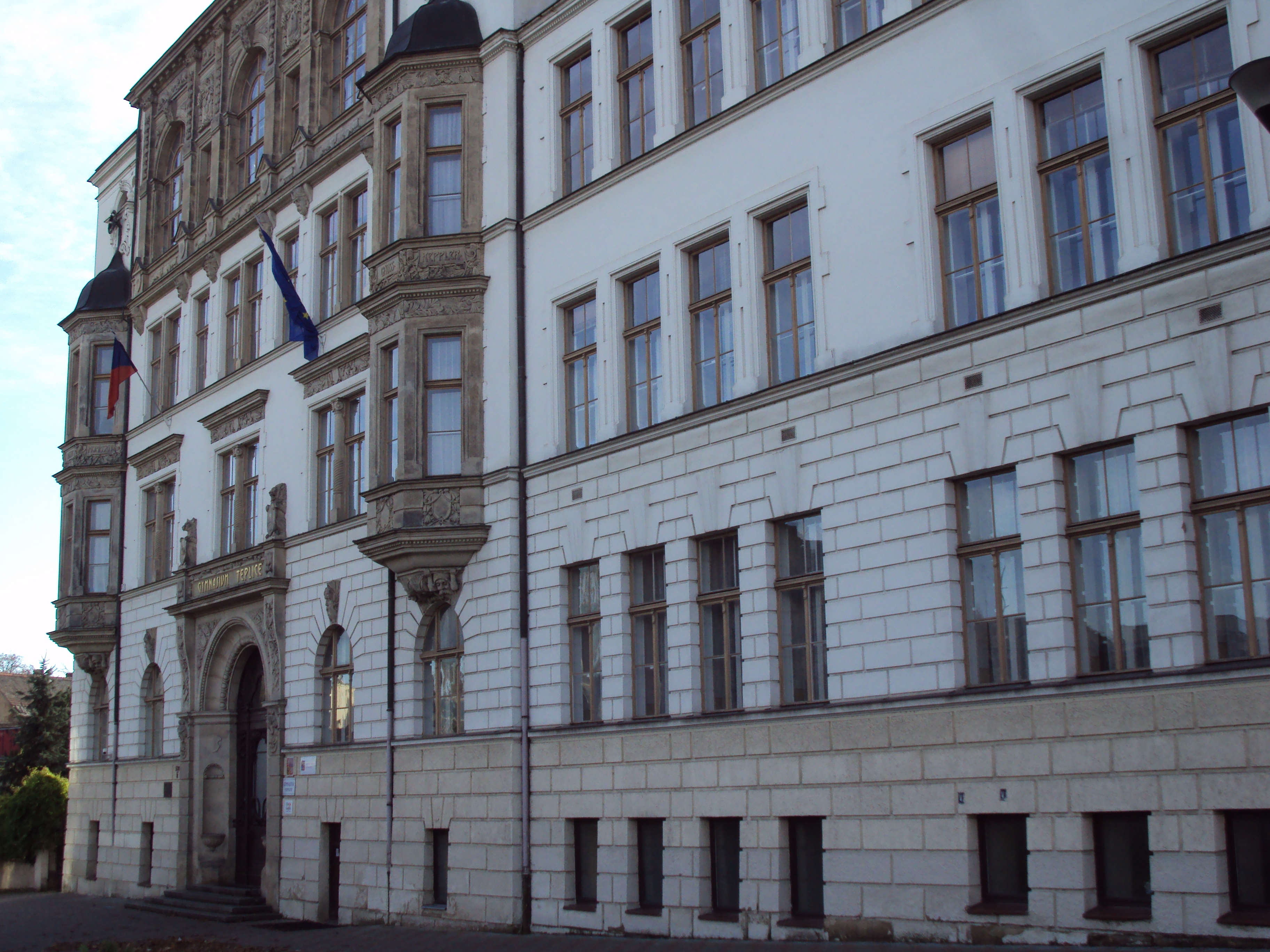
Boční pohled

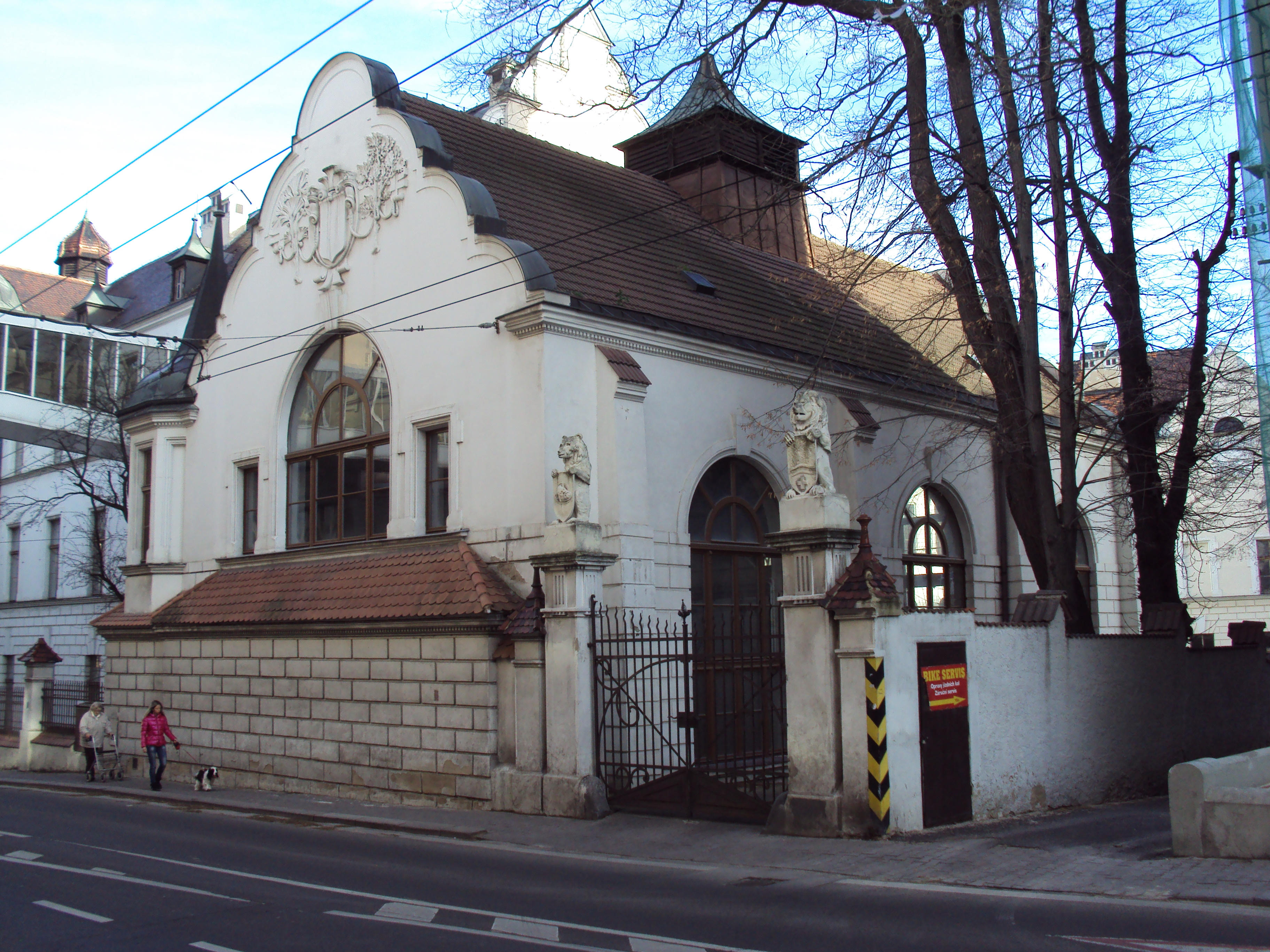
Tělocvična budovy A, pohled z Alejní ulice

Gymnázium Teplice je veřejnou školou. Je to příspěvková organizace Ústeckého kraje, která poskytuje všeobecné středoškolské vzdělání formou čtyřletého a osmiletého studia. Čtyřleté studium je možno absolvovat i distanční formou (dálkově).

## Areál školy
Areál se skládá ze tří velkých budov (značených A (původní budova), B, C), tří dvorů, sportovního areálu a několika menších staveb.
Areál patří Ústeckému kraji. O hodnotě budov vypovídají pojistné částky z roku 2012:
- budova A: 102 156 000 Kč
- spojovací chodba: 420 000 Kč
- budova B: 77 686 000 Kč
- budova C: 69 180 000 Kč
- budova D: 3 033 000 Kč
- budova E: 751 000 Kč
- sportovní areál včetně vybavení hřišť a mantinelů a skleník: 28 982 972 Kč

### Rozvoj areálu
Velký rozvoj Gymnázia Teplice začal po roce 1993. Areál školy se rozrostl o budovy B a C na protější straně Alejní ulice: bývalý klášter boromejek a měšťanskou školu (ZDŠ Čs. dobrovolců), která pod klášter patřila. V roce 2000 byly všechny tři budovy propojeny lávkou přes Alejní ulici. Od roku 2008 se škola pyšní novým sportovním areálem a vyhřívaným skleníkem.
Areál je přístupný veřejnosti nejen při dnech otevřených dveří, ale pořádají se zde také prohlídky o sobotách (o hlavních prázdninách každý den kromě pondělí). Průvodci jsou žáci školy. Návštěvníkům nabízejí tři okruhy: Beuronská kaple (a výstavy v ní), Biopark (školní zoologická zahrada) a Architektura budov (prohlídka tří hlavních budov školy.

### Budova A
Tato budova je ústřední částí celé školy. Je zde 24 učeben, velká tělocvična, aula s knihovnou, kanceláře odborné učebny, v suterénu též šatny, dále byt, a technické zázemí. Budova je bezbariérová.
Budova byla postavena ve stylu saské neorenesance v letech 1903–1904 jako K. und K. Realschule.
Objekt je od roku 1987 státem chráněnou kulturní památkou.

#### Architektura
V Památkovém katalogu je popsán jako dvoupatrová, čtyřkřídlá budova z 90. let 19. století, jejíž výraz nese znaky nastupující secese mísené s novorenesancí. (Ve skutečnosti postavena v letech 1903-1904.) Zmíněno je bohaté architektonické členění například arkýři průčelní fasády, portál se sedátkovými nikami a bosované přízemí. Na webu školy se však uvádí, že budova má jedno podzemní a čtyři nadzemní podlaží. Jihozápadní křídlo, které připomíná kapli a je spíše rozšířením západního křídla (vedoucího podél Alejní ulice) v jeho jižním zakončení, je tělocvičnou. Severní křídlo stojí podél ulice Čs. dobrovolců, na západní křídlo navazuje v mírně ostrém úhlu. Severovýchodní roh, z nějž v tupém úhlu vychází východní křídlo, je rozšířen do hlavní části budovy, která má zhruba čtvercový půdorys a vrcholí věžičkou. Na západní i východní straně z budovy mírně vystupují tělesa schodišť, zakončená rovněž věžičkami.

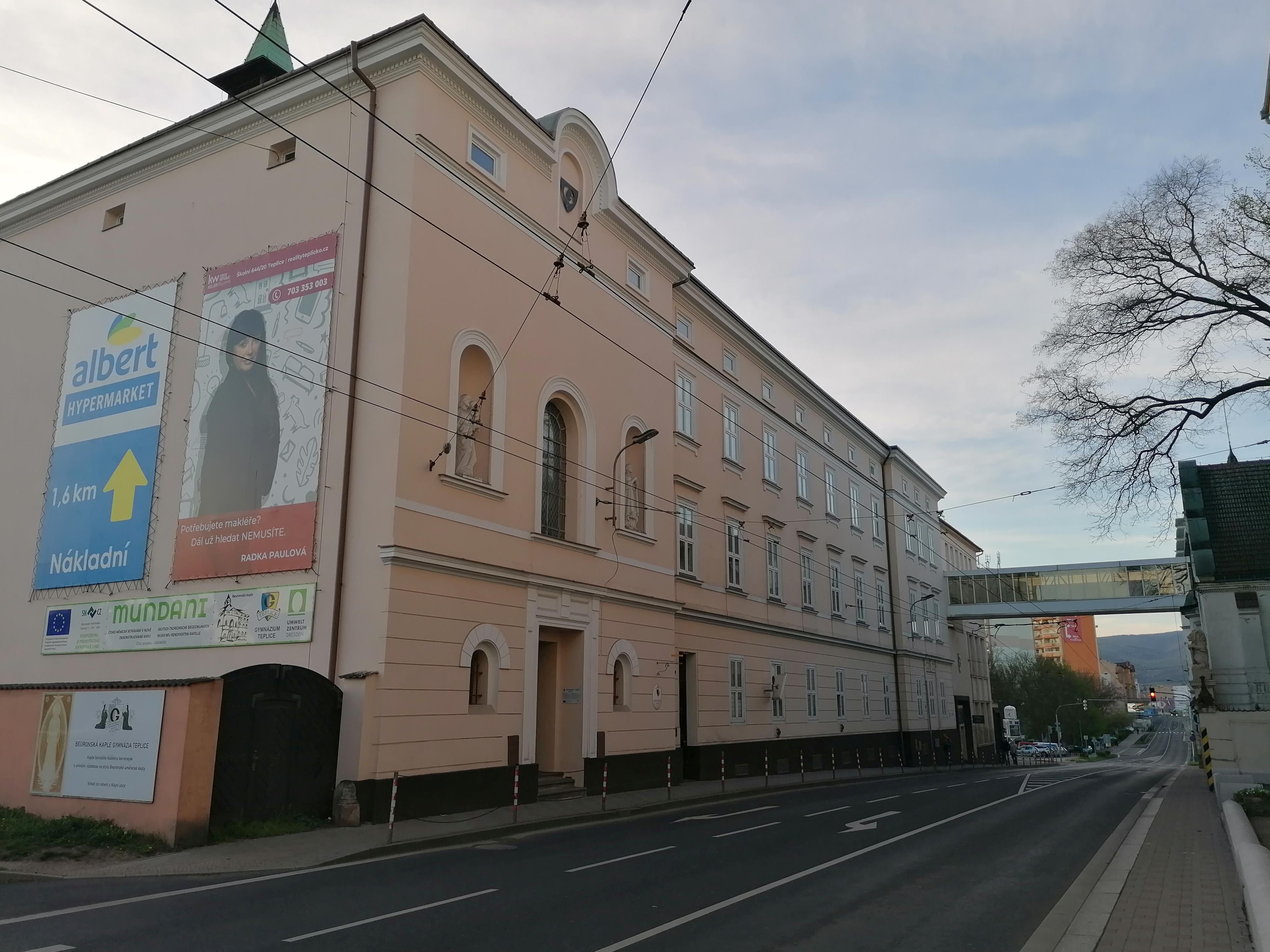
Budova B Gymnázia Teplice s Beuronskou kaplí

### Budova B
V budově s adresou Alejní 654/46 dnes sídlí oddělení výtvarné a hudební výchovy (2. patro), oddělení fyziky s laboratořemi (1. patro) a sportovní klub Relax (pronajímané přízemí).
Jde o nejstarší část školního areálu, která byla postavena již v letech 1860-65 jako klášter boromejek (Kongregace Milosrdných sester svatého Karla Boromejského). Ve zmíněném klášteře se nachází kaple Neposkvrněného početí Panny Marie s výzdobou Beuronské umělecké školy – tzv. Beuronská kaple.
Po roce 1950 (kdy boromejky musely areál opustit) sloužila budova jako součást škol umístěných v budově C a také částečně jako skladiště.
Budova je bezbariérová.

### Budova C

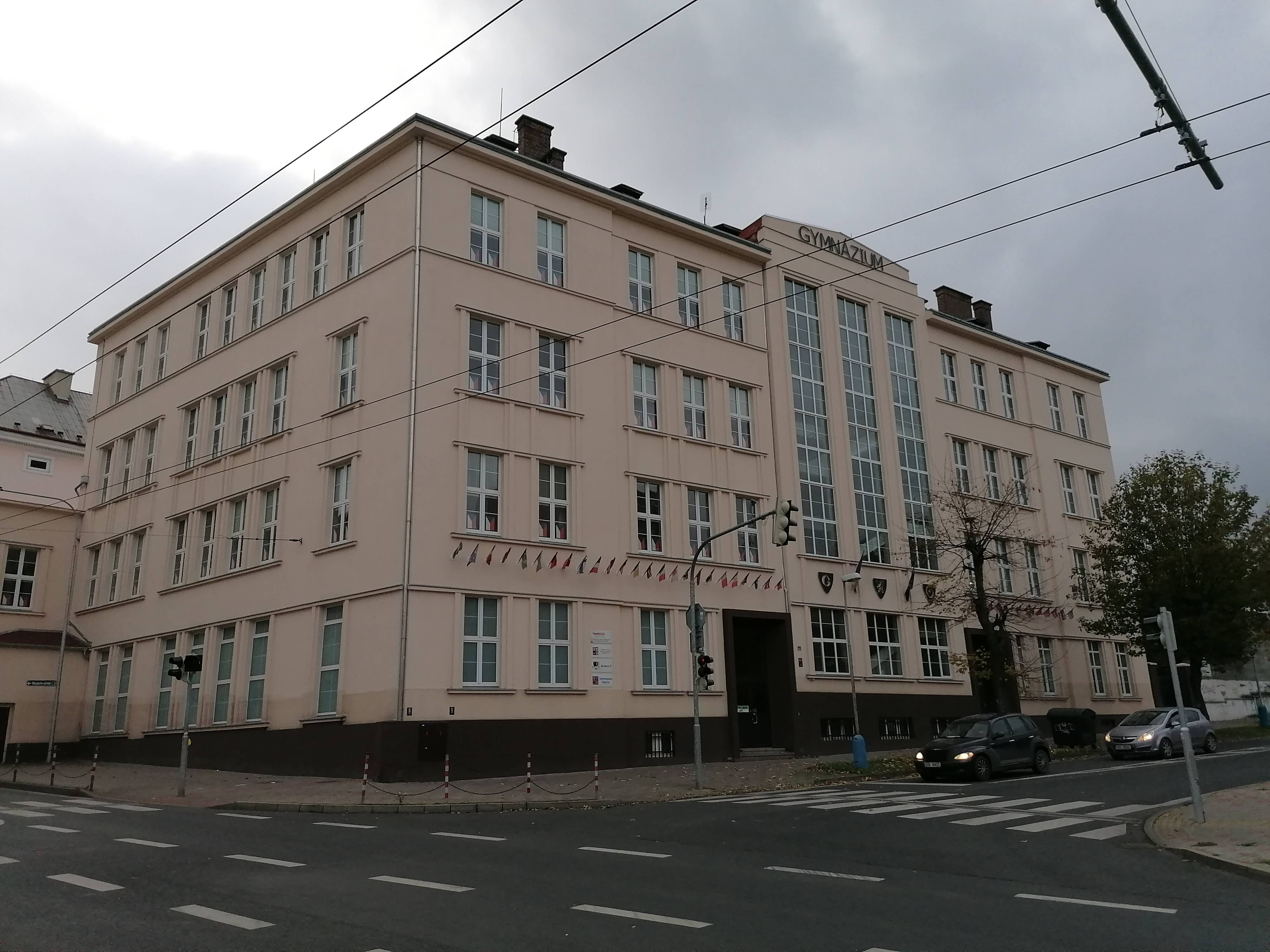
Budova C Gymnázia Teplice

V budově je 19 učeben, 2 tělocvičny, kabinety, kancelář zástupce ředitele, služební byt, technické zázemí a zimoviště některých zvířat z Bioparku (hlavně opic).
Budova byla dokončena v roce 1933 a sloužila jako měšťanská škola spravovaná kongregací boromejek. Později v ní bylo pedagogické gymnázium, jedenáctiletá střední škola, základní devítiletá škola a základní škola. Od roku 1994 je součástí gymnázia.
Budova je s výjimkou přízemí a 3. patra bezbariérová.

## Charakteristika studia

### Obory vzdělání
Gymnázium Teplice poskytuje úplné střední všeobecné vzdělání zakončené maturitní zkouškou. Na škole se vyučují dva obory vzdělávání: gymnázium (osmileté) 79-41-K/81 a gymnázium (čtyřleté) 79-41-K/41. Studium je denní, v případě čtyřletého studia může být i distanční. Poslední čtyři roky osmiletého studia mají shodnou náplň jako čtyřleté studium.

### Vzdělávací programy
Výuka probíhá podle školních vzdělávacích programů (ŠVP). Ty jsou dva - pro první čtyři roky osmiletého studia je to ŠVP ZV GT (Školní vzdělávací program základního vzdělávání Gymnázia Teplice) a pro čtyři nejvyšší ročníky to je ŠVP GV GT (Školní vzdělávací program gymnaziálního vzdělávání Gymnázia Teplice).

## Lidé
Na gymnáziu studuje rovných 900 žáků - 859 v denním a 41 v distančním studiu (stav k 3. lednu 2024). Vyučuje je 90 učitelů.

### Význační absolventi (rok maturity)
- PhDr. Jiřina Fikejzová (1946) – atletka a textařka
- Doc. MUDr. Otto Trefný (1951) – lékař hokejové reprezentace
- PhDr. Dušan Třeštík, CSc. (1951) – historik
- RNDr. Milan Brumovský CSc. (1953) – pracovník Ústavu jaderného výzkumu
- MUDr. Karel Weigl (1966) – bývalý generální ředitel Lázní Teplice
- Ing. Robert Pelíšek (1970) – bývalý ředitel Nemocnice Teplice
- MUDr. Petar Novák (1981) - prvoligový fotbalista a lékař
- Ing. Jan Havrlík (1988) – ředitel Českého centra Madrid a kulturní přidělenec velvyslanectví ČR ve Španělsku
- Ing. Martin Krafl (1989) – mluvčí prezidenta ČR Václava Havla, mluvčí ČT, ředitel Českého centra Vídeň
- Daniela Peštová (1989) – modelka
- Prof. Mgr. David Staněk, Ph.D.(1989) - vedoucí Oddělení biologie RNA Ústavu molekulární genetiky AV ČR, v. v. i.
- Michal Pěchouček (1991) – fotograf, výtvarník a divadelní režisér
- Mgr. Vladimír Kořen (1992) – moderátor České televize
- Mgr. Rudolf Řepka, LL.M. (1993) – ředitel FK Teplice, člen výkonného výboru FAČR, člen disciplinární komise UEFA, bývalý generální sekretář FAČR
- Bc. Hynek Hanza – bývalý primátor města Teplice, senátor
- plk. Mgr. Jan Zástěra (2003) – hudební skladatel a dirigent
- Martin Kovařík, MBA (2007) – ředitel marketingu a komunikace FK Teplice, předseda správní rady Nadačního fondu FK Teplice
- JUDr. Dominik Feri (2015) – bývalý poslanec, influencer, hudebník a odsouzený sexuální násilník
- Jan Knapík (2020) – prvoligový fotbalista, reprezentant ČR v kategorii U21

## Dobrá škola
Gymnázium se v této soutěži pořádané Ústeckým krajem pravidelně umisťuje na prvních třech místech:
- 2012/2013 1. místo[4]
- 2013/2014 2. místo[5]
- 2014/2015 2. místo[6]
- 2015/2016 1. místo[7]
- 2016/2017 2. místo
- 2017/2018 1. místo[8]

## Aktivity nad rámec studia

### Zájmová činnost je realizována v různých klubech
- Divadelní klub - vedoucí Mgr. Stanislav Vašků - návštěvy divadelních představení v činoherním studiu Ústí nad Labem a dalších divadlech (od 1998)
- Výtvarný klub - vedoucí Mgr. Radka Mrvová, Mgr. Kamila Svoborová - volná tvorba, animace (od 2003)
- Amavet - vědeckotechnický klub - vedoucí Mgr. Eva Mojžišová - robotika, hry, přednášky (2008 - 2022)
- Teplická kosmická kancelář - vedoucí RNDr. Zdeněk Bergman - kosmonautika, výzkum vesmíru, přednášky, besedy, soutěže (od 2002)
- Pěvecký sbor Canzonetta - vedoucí Mgr. Květuše Martínková - koncerty, kulturní vložky na akcích a oslavách (2007 - 2018)
- Boomwhackers GT - vedoucí Mgr. Květuše Martínková - skupina hráčů na "roury" (od 2012)
- Školní sportovní klub (ŠSK) - vedoucí Mgr. Alena Vacková - 12 oddílů v 10 sportech (od 2001)

#### Kulturní centrum románských jazyků Victorie Santy Cruz při Gymnáziu Teplice
KCRJVSC GT - ředitel Jiří Kašpar (absolvent 2013) - organizace akcí na podporu výuky románských jazyků (od 2011)

#### Dobrovolnické centrum
Vedoucí - Mgr. Irena Korfová - charitativní akce (sbírky, návštěvy dětských domovů, domovů důchodců apod.) (od 2000)

#### AudioTeplice.cz
Úspěšný projekt AudioTeplice.cz iniciovala skupina bývalých i současných studentů gymnázia, kteří se shromáždili kolem aktivit při záchraně a rekonstrukce Beuronské kaple - ojedinělé umělecké památky, která se nachází v areálu gymnázia. Vybráno bylo přes 50 objektů, ke kterým byly nahrány audio soubory MP3 a jsou volně ke stažení na webu projektu.

## Páteřní škola Ústeckého kraje
27. června 2011 byl Gymnáziu Teplice udělen certifikát Páteřní škola Ústeckého kraje. Znamená to, že gymnázium splnilo požadavky stanovené Radou Ústeckého kraje a zařadilo se mezi 12 škol, které tvoří páteř krajského středního vzdělávání. Podle slov Ing. Petra Jakubce - radního pro školství - budou právě tyto školy preferovány co se týče směřování investic.